# Burgauberg-Neudauberg
Burgauberg-Neudauberg (ungarisch Burgóhegy-Magashegy) ist eine Gemeinde mit 1439 Einwohnern (Stand 1. Jänner 2024) im Bezirk Güssing im Burgenland in Österreich.

## Geografie
Die Gemeinde liegt im Südburgenland.
2021 wurde die Grenze zwischen dem Burgenland und der Steiermark im Bereich Burgauberg-Neudauberg und Neudau geändert. Auslöser für diese Grenzverschiebung waren der Hochwasserschutz und die damit verbundene Regulierung der Lafnitz. Das Burgenland wurde auf Kosten der Steiermark um 6000 Quadratmeter größer.

### Gemeindegliederung
Katastralgemeinden der Gemeinde sind Burgauberg und Neudauberg.
Das Gemeindegebiet umfasst folgende Ortsteile (in Klammern Einwohnerzahl Stand 1. Jänner 2024):
- Burgauberg (760) mit Halmheu, Hochkogel, Oberungarfeld, Sauberg, Schwabenberg und Unterungarfeld
- Neudauberg (679) mit Guldner, Eck, Lies, Limböcken, Mitterberg, Ringberg, Wampl und Wehr

Bei der Registerzählung 2011 wurden in Burgauberg 791 Einwohner gezählt und in  Neudauberg 586 Einwohner.

### Nachbargemeinden
- im Norden: Hackerberg,
- im Westen: Burgau und Neudau (Bezirk Hartberg-Fürstenfeld, Steiermark)
- im Süden: Rohrbrunn (Bezirk Jennersdorf)
- im Osten: Stegersbach und Rohr

## Geschichte
Die Besiedlung der Orte Burgauberg und Neudauberg sowie einiger anderer Orte in der Umgebung erfolgte von den benachbarten steirischen Ortschaften aus. Hauptsächlich zogen Menschen aus Burgau und Neudau in die als Weinberge genutzten Hügel. Durch diesen historischen Hintergrund ist Burgauberg auch heute noch eine Streusiedlung.
Jahrelang war die Zugehörigkeit und Zuständigkeit für die Ortschaften nicht klar definiert. Unter anderem galt es auch, die Grenzlinie zwischen Österreich und Ungarn zu finden, welche dann der Lafnitzfluss wurde; es war auch eine Grenze entlang der Hügelkette in Betracht gezogen worden. Die Leute selbst hatten eine engere Bindung an die steirischen Grenzgemeinden: Die Kirche für die Burgauberger ist bis heute die in Burgau und für die Neudauberger die in Neudau, außerdem kamen noch Faktoren wie Verwandtschaft und gemeinsame Tätigkeiten hinzu. Auch die länderübergreifende Freiwillige Feuerwehr Burgau-Burgauberg (gegründet 1875) ist ein Beispiel für die Bindung der „Steira“ (hier insbesondere Dialektbezeichnung für Einwohner von Burgau und Neudau) und der „Bergla“ (hier insbesondere Einwohner von Burgauberg und Neudauberg).
1795 wurden die Ortschaften Burgauberg und Neudauberg selbstständig.
Die Orte gehörten wie das gesamte Burgenland bis 1920/21 zu Ungarn (Deutsch-Westungarn). Seit 1898 mussten aufgrund der Magyarisierungspolitik der Regierung in Budapest die ungarischen Ortsnamen Burgóhegy und Magashegy verwendet werden.
Nach Ende des Ersten Weltkriegs wurde nach zähen Verhandlungen Deutsch-Westungarn in den Verträgen von St. Germain und Trianon 1919 Österreich zugesprochen. Nach der Landnahme des Burgenlandes durch die österreichische Gendarmerie am 28./29. August 1921 kam es unter anderem in Burgauberg zu Kämpfen mit ungarischen Freischärlern. Der Ort gehört seit 1921 zum neu gegründeten Bundesland Burgenland (siehe auch Geschichte des Burgenlandes).
Während der NS-Zeit von 1938 bis 1945 waren die Gemeinden Burgauberg und Neudauberg ein Teil der Steiermark (Kreis Fürstenfeld). Bis zum Ende des Zweiten Weltkriegs (in Europa) gab es einen vierwöchigen Stellungskampf in Burgauberg, wobei die Sowjets versuchten, sich die Übergänge zur Steiermark zu sichern und das Güssinger Hügelland hinter sich zu lassen.
Im Jänner 1971 bildete sich die Gemeinde Burgauberg-Neudauberg in der heutigen Form. In der Vergangenheit waren in Burgauberg und Neudauberg die armen Bevölkerungsschichten beheimatet, da die Böden weniger fruchtbar waren (keine Anschwemmung von Humusmaterial aus Bächen) und die Hügelfelder aufgrund der Hanglage schwieriger zu bestellen waren. Heute ist das nicht mehr so, die wohlhabendere Bevölkerung lässt sich auf den ruhigen Hügeln nieder.

## Kultur und Sehenswürdigkeiten

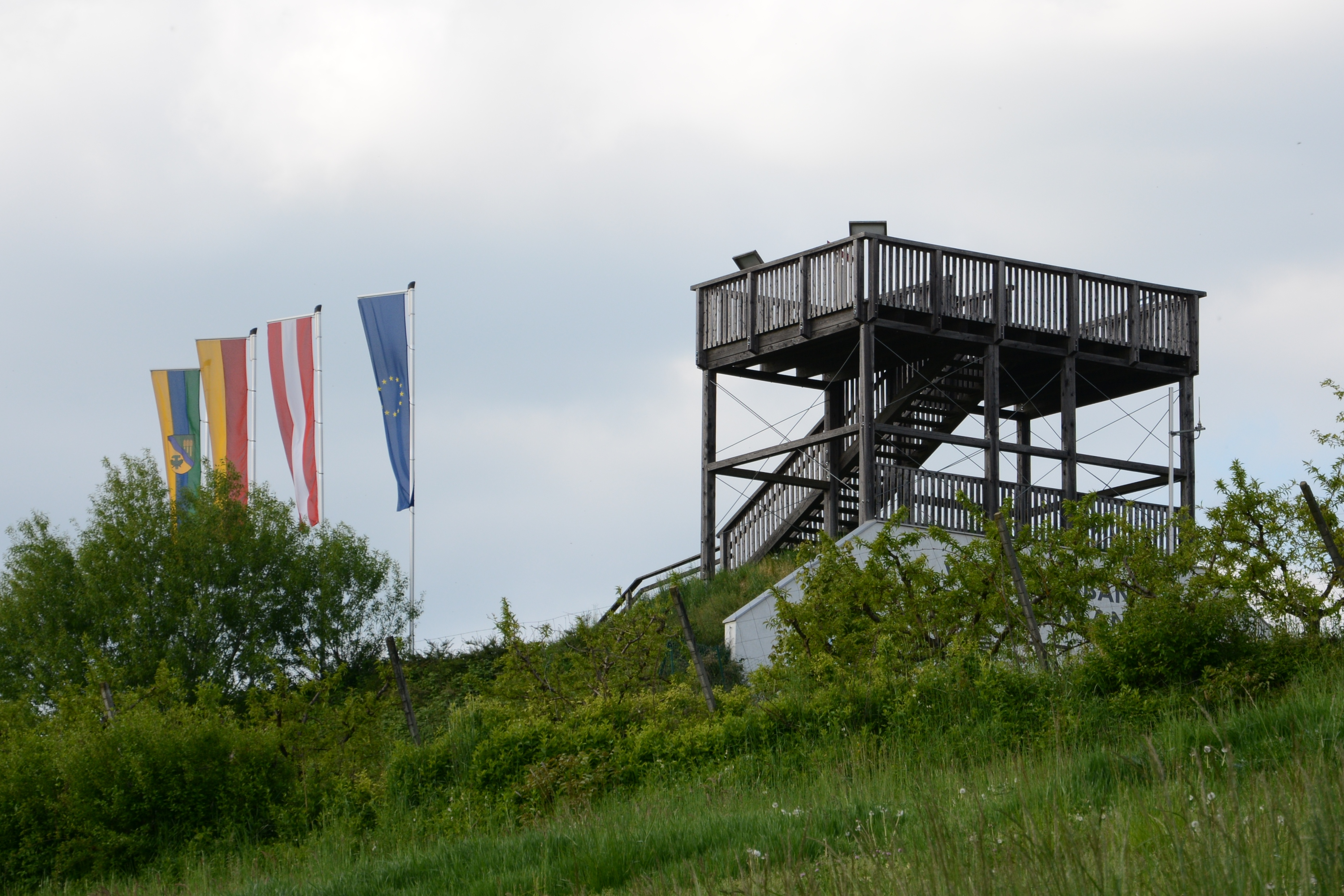
Aussichtswarte Burgauberg

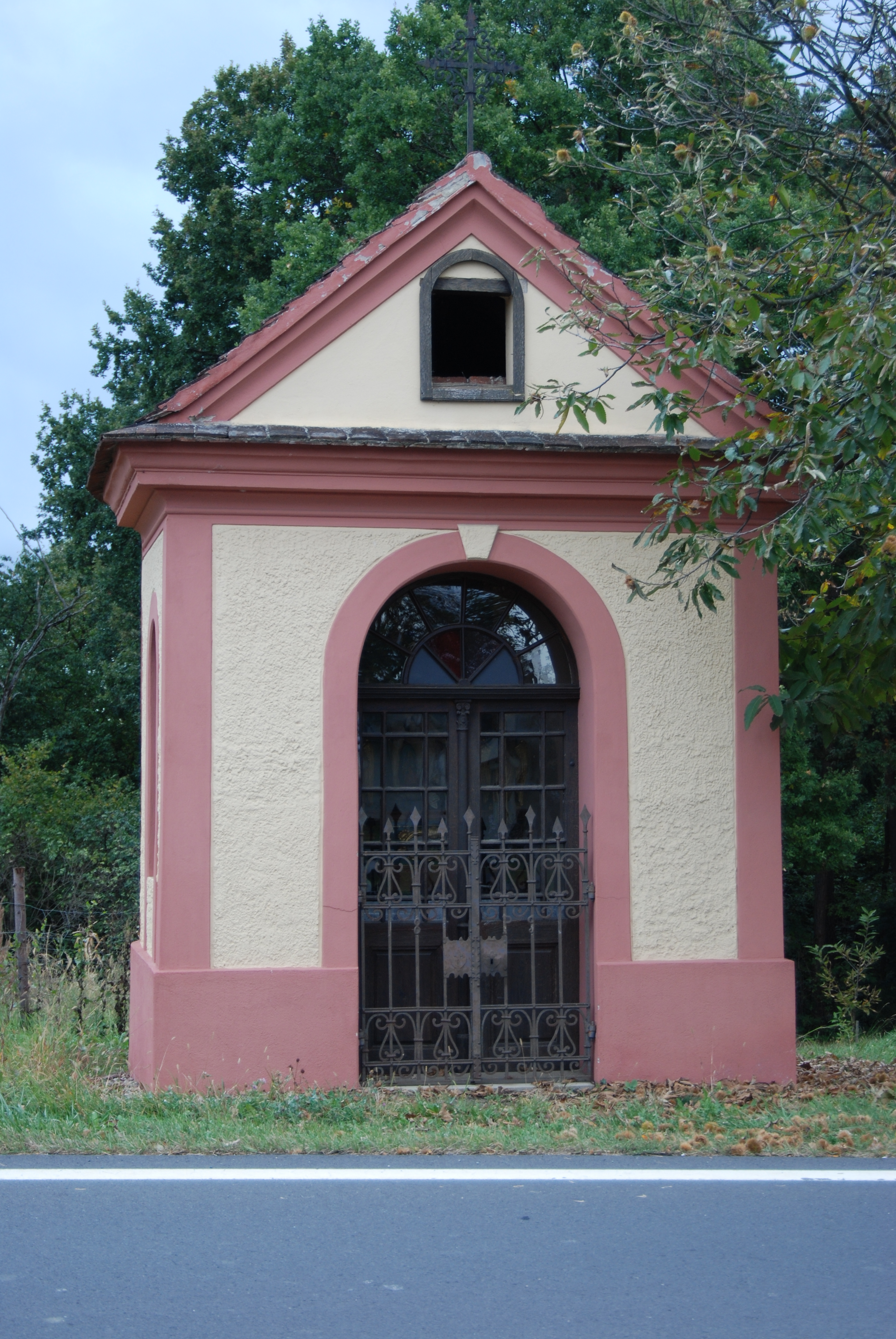
Marienkapelle in Burgauberg

- Die Warte, eine Aussichtsplattform, wurde 2004 eröffnet. Sie bietet einen Blick über das Ramsar-Gebiet Lafnitztal und das Güssinger Hügelland – von ihr aus ist ein Fünftel der Fläche Österreichs (der gesamte Südosten) überblickbar. Die Warte soll außerdem an die Kuruzzen-Aufstände und Türkenkriege erinnern. Der Kuruzzenwanderweg führt an einer wiedererrichteten Tschartake an der Lafnitz vorbei, einem Wachturm zur Verteidigung gegen die Kuruzzen. Ein weiterer Wanderweg in Burgauberg-Neudauberg ist der Kräuterweg.

## Wirtschaft und Infrastruktur
Die 1997 eröffnete Golfschaukel Stegersbach-Lafnitztal ist die größte Golfanlage Österreichs. Das 190 Hektar große Areal erstreckt sich neben Stegersbach auch auf Neudauberg, Burgauberg und Ollersdorf.

## Politik

### Gemeinderat

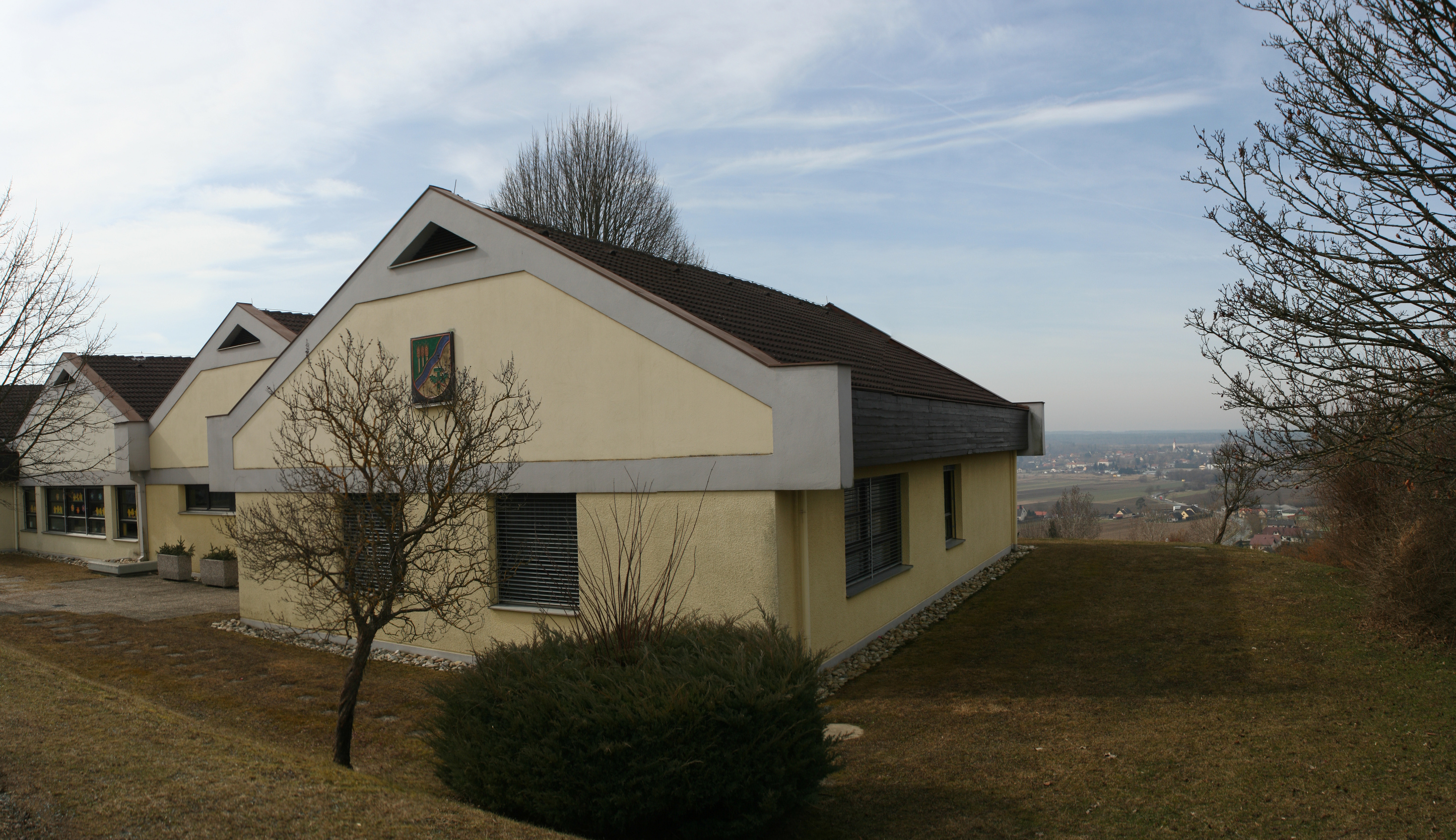
Gemeindeamt in Burgauberg

Der Gemeinderat umfasst aufgrund der Anzahl der Wahlberechtigten insgesamt 19 Mitglieder.
| Partei          | 2022  | 2022  | 2022  | 2017             | 2017             | 2017             | 2012             | 2012             | 2012             | 2007             | 2007             | 2007             | 2002             | 2002             | 2002             | 1997             | 1997             | 1997             |
| Partei          | Sti.  | %     | M.    | Sti.             | %                | M.               | Sti.             | %                | M.               | Sti.             | %                | M.               | Sti.             | %                | M.               | Sti.             | %                | M.               |
| --------------- | ----- | ----- | ----- | ---------------- | ---------------- | ---------------- | ---------------- | ---------------- | ---------------- | ---------------- | ---------------- | ---------------- | ---------------- | ---------------- | ---------------- | ---------------- | ---------------- | ---------------- |
| ÖVP             | 660   | 71,66 | 14    | 626              | 66,88            | 13               | 614              | 67,10            | 13               | 669              | 70,13            | 14               | 687              | 73,24            | 14               | 557              | 63,44            | 13               |
| SPÖ             | 151   | 16,40 | 3     | 218              | 23,29            | 4                | 301              | 32,90            | 6                | 285              | 29,87            | 5                | 251              | 26,76            | 5                | 249              | 28,36            | 5                |
| FPÖ             | 58    | 6,30  | 1     | 92               | 9,83             | 2                | nicht kandidiert | nicht kandidiert | nicht kandidiert | nicht kandidiert | nicht kandidiert | nicht kandidiert | nicht kandidiert | nicht kandidiert | nicht kandidiert | 72               | 8,20             | 1                |
| MFG             | 52    | 5,65  | 1     | nicht kandidiert | nicht kandidiert | nicht kandidiert | nicht kandidiert | nicht kandidiert | nicht kandidiert | nicht kandidiert | nicht kandidiert | nicht kandidiert | nicht kandidiert | nicht kandidiert | nicht kandidiert | nicht kandidiert | nicht kandidiert | nicht kandidiert |
| Wahlberechtigte | 1264  | 1264  | 1264  | 1202             | 1202             | 1202             | 1208             | 1208             | 1208             | 1238             | 1238             | 1238             | 1167             | 1167             | 1167             | 1087             | 1087             | 1087             |
| Wahlbeteiligung | 78,32 | 78,32 | 78,32 | 81,70 %          | 81,70 %          | 81,70 %          | 82,37 %          | 82,37 %          | 82,37 %          | 84,33 %          | 84,33 %          | 84,33 %          | 87,23 %          | 87,23 %          | 87,23 %          | 87,40 %          | 87,40 %          | 87,40 %          |

### Bürgermeister
Bürgermeister ist seit 20. Jänner 2017 Wolfgang Eder (ÖVP).
Nachdem Bürgermeister Franz Glaser (ÖVP), der seit 1987 Chef der Gemeinde war, mit Jahresende 2016 seinen Rücktritt einreichte, wurde Eder vom Gemeinderat mit 18:6 Stimmen zu seinem Nachfolger gewählt und am 20. Jänner 2017 von Bezirkshauptfrau Nicole Wild angelobt. Bei der Bürgermeisterdirektwahl am 1. Oktober 2017 wurde Eder gegen zwei Mitbewerber (Jürgen Faulend (SPÖ, 21,98 %) und Josef Graf (FPÖ, 5,73 %)) im ersten Wahlgang mit 72,29 % von den Wählern in seinem Amt bestätigt. Er erhielt damit 5,41 % mehr Stimmen als seine ÖVP.
In der konstituierenden Sitzung des Gemeinderats wurde Fritz Ballmüller zum Vizebürgermeister gewählt.
Leiterin des Gemeindeamts ist Bettina Krammer-Schwarz.

### Wappen
Der Gemeinde wurde 1985 ein Wappen verliehen: Der blaue Wellenbalken symbolisiert die Flussgrenze, die Ähren stehen für den Ackerbau, Hammer und Eichenlaub für die gewerbliche Wirtschaft, insbesondere für die Holzverarbeitung.

## Persönlichkeiten

### Ehrenbürger der Gemeinde
Quelle: Gemeinde Burgauberg-Neudauberg
- Eduard Ehrenhöfler (* 1936), Tischlermeister und Politiker, Bürgermeister (1977–1987) von Burgauberg-Neudauberg
- Eduard Ehrenhöfler senior (†)
- Josef Fassl (†)
- Anna Pirch, Schriftstellerin

### Ehrenringträger der Gemeinde
Quelle: Gemeinde Burgauberg-Neudauberg
| - Gerhard Feigl - Franz Frisch - Johann Gaar - Franz Glaser, Altbürgermeister - Karl Goger - Ignaz Hirschmann - Josef Krammer - Franz Laschet | - Anna Pirch - Johann Popofsits - Siegfried Potzmann - Franz Rath - Heinrich Rosenkranz - Helmut Schabhüttl - Johann Schwarz - Otmar Schwarz |